# Jesper Johansson
Jesper Pelle Johansson, född 30 maj 1994, är en svensk före detta fotbollsmålvakt.

## Karriär
Johanssons moderklubb är Mjällby AIF. Han debuterade i Superettan den 17 maj 2015 i en 2–1-förlust mot Utsiktens BK. Johansson spelade totalt sju matcher för klubben i Superettan 2015.
I januari 2016 värvades Johansson av GAIS, där han skrev på ett treårskontrakt. Under säsongen 2016 fick Johansson agera reservmålvakt bakom Tommi Vaiho. Inför säsongen 2017 lånades han tillbaka till Mjällby AIF. Han spelade 25 ligamatcher i Division 1 och skrev i december 2017 på ett kontrakt med klubben.
I juni 2019 tog Johansson en timeout från fotbollen. I september 2019 avslutade han sin elitkarriär, 25 år gammal, på grund av psykisk ohälsa.